# Kleinschwabhausen
Kleinschwabhausen è un comune della Turingia, in Germania.
Appartiene al circondario del Weimarer Land ed è amministrato dalla Verwaltungsgemeinschaft Mellingen.

### Esplicative
1. ↑  Letteralmente: «Schwabhausen piccola», in contrapposizione alla vicina Großschwabhausen – «Schwabhausen grande».

### Bibliografiche
1. ↑  Ente statistico della Turingia - Dati sulla popolazione